# Marek Manliusz Kapitolinus
Marek Manliusz Kapitolinus (zm. 384 p.n.e.) – rzymski patrycjusz. Konsul Republiki Rzymskiej w 392 roku p.n.e.

## Życiorys

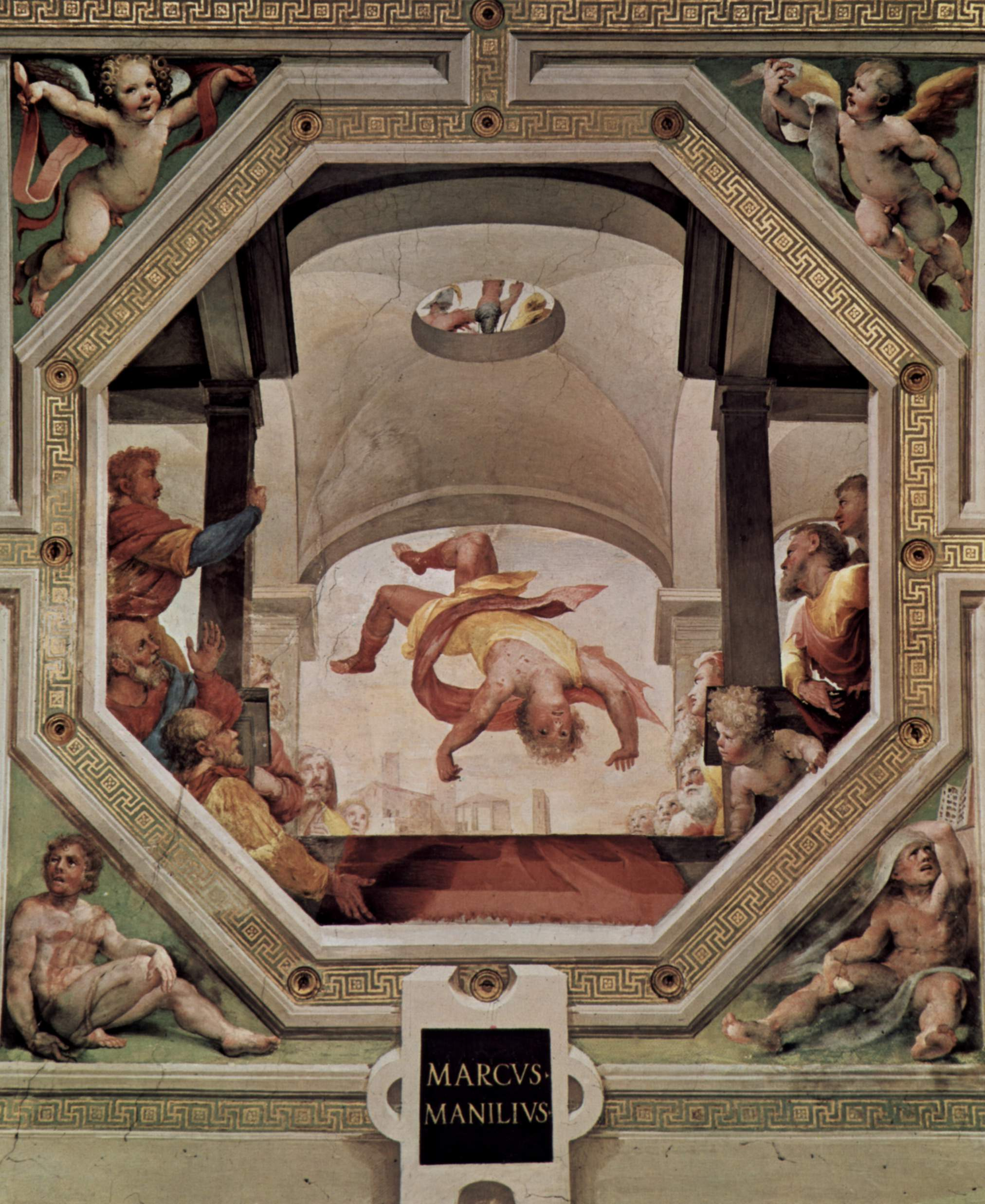
Fresk Manliusz zrzucony ze Skały Tarpejskiej autorstwa Domenico Beccafumiego, znajdujący się w Palazzo Pubblico w Sienie

Marek Manliusz wywodził się z patrycjuszowskiego gensu Manliuszy. Jego bratem był Aulus Manliusz Kapitolinus. W młodości zdobył łupy dwóch wrogów i został pierwszym rycerzem, który wygrał corona muralis oraz uzyskał sześć coron civica, a także trzydzieści siedem stopni wyróżnienia. W 392 roku p.n.e. pełnił urząd konsula Republiki Rzymskiej wraz z Lucjuszem Waleriuszem Potitusem. 
W 390 roku p.n.e., podczas oblężenia Rzymu Marek Manliusz był kapitanem straży cytadeli (arx) na Kapitolu i prowadził działania obronne przeciwko oblegającym to wzgórze Galom, pod dowództwem Brennusa. Zgodnie z relacją zawartą przez Tytusa Liwiusza w dziele Dzieje Rzymu od założenia miasta Manliusz jako pierwszy usłyszał gęganie i trzepot skrzydeł gęsi dobiegające od strony obwarowań, dzięki czemu podbiegł do nich i strącił pierwszego atakującego Gala tarczą, który upadając powalił stojących najbliżej niego towarzyszy. W reakcji na to pozostali wpadli w popłoch, upuścili broń i chwycili się rękami skał, co umożliwiło Markowi Manliuszowi ich zabicie. W ramach podziękowania za ten wyczyn reszta obrońców dała Manliuszowi część swojego pożywienia, ponadto niedługo później uhonorowano go przydomkiem Capitolinus.
Po wycofaniu się Galów z Rzymu wielu spośród zamieszkujących go plebejuszy znalazło się w trudnej sytuacji finansowej, co spowodowało konieczność zaciągania długów u patrycjuszy. Marek Manliusz w 385 roku p.n.e. stanął na czele plebejskiego ruchu, wymierzonego w porządek polityczny oraz w wyższe warstwy społeczne. Postawa Manliusza mogła wynikać z apetytu na publiczny poklask, jaki miał przejawiać po wydarzeniach z Kapitolu, jednak Tytus Liwiusz określił go mianem pierwszego w dziejach populara, na co miała wskazywać historia, zgodnie z którą Manliusz widząc prowadzonego do więzienia za niespłacone długi centuriona, zdecydował się wykupić jego wolność i na dodatek sprzedać swój majątek, aby wspomóc innych potrzebujących. Za przewodzenie ruchowi plebejuszy powołany na stanowisko dyktatora Aulus Korneliusz Kossus wsadził Marka Manliusza do więzienia, jednak z powodu protestów społecznych musiał go szybko uwolnić. Manliusz aktywnie krytykował Senat za niepomyślną politykę dla plebejuszy oraz defraudację publicznych pieniędzy, przez co senatorzy postrzegali jego działania jako dążenie do zamachu stanu i przywrócenia monarchii, aż w końcu podjęli decyzję o skazaniu go na śmierć. 
Według relacji Tytusa Liwiusza Marek Manliusz miał przerażać prowadzących jego proces sędziów poprzez wskazywanie na znajdujący się nieopodal Kapitol i, dopiero gdy zgromadzenie zostało przeniesione do miejsca, z którego to wzgórze było niewidoczne Manliusz został w 384 roku p.n.e. osądzony i skazany na śmierć poprzez zrzucenie ze Skały Tarpejskiej. Z kolei dzieła Kasjusza Diona i Gelliusza podają, że Manliusza schwytano na Kapitolu, po czym przetrzymywano go przez pewien czas i ścięto. Po wykonaniu wyroku dom Marka Manliusza został zburzony, zaś teren po nim objęto zakazem zamieszkiwania przez jakiegokolwiek patrycjusza. Ponadto gens Manliuszy zarządził, że żaden z jego członków nie mógł w przyszłości dostać imienia Marek.